# Gonçalo Annes Bandarra

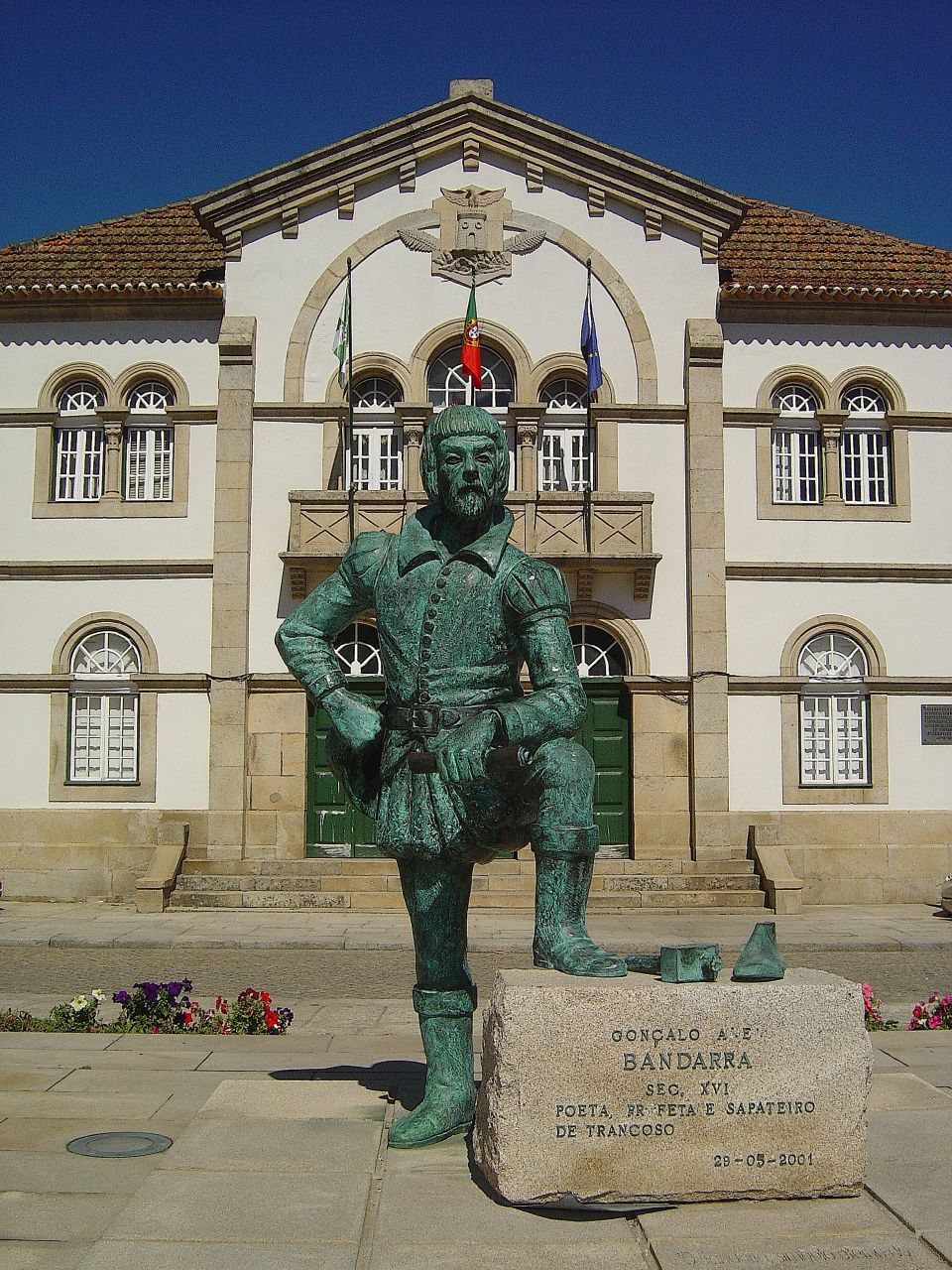
Estátua do profeta Bandarra em Trancoso (Portugal), escultor Lopes Cardoso

Gonçalo Annes Bandarra ou ainda, Gonçalo Anes, o Bandarra (Trancoso, 1500 – Trancoso, 1556) foi um sapateiro e profeta português, autor de Trovas messiânicas que ficaram posteriormente ligadas ao sebastianismo e ao milenarismo português. As Trovas do Bandarra influenciaram o pensamento sebastianista e messiânico de D. João de Castro, Padre António Vieira e Fernando Pessoa, entre outros.

## Vida e obra
Era sapateiro de profissão e dedicou-se à divulgação em verso de profecias de cariz messiânico. Tinha um bom conhecimento das escrituras do Antigo Testamento, do qual fazia as suas próprias interpretações, tendo composto uma série de "Trovas" falando sobre a vinda do Encoberto e o futuro de Portugal como reino universal. Por causa disso, foi acusado e processado pela Inquisição de Lisboa, desconfiada de que suas Trovas contivessem marcas de judaísmo. Foi inquirido perante este tribunal, condenado a participar na procissão do auto de fé de 1541 e também a nunca mais interpretar a Bíblia ou escrever sobre assuntos da teologia. Apesar da grande aceitação de suas Trovas entre os cristãos-novos, não se sabe ao certo se era ou não de ascendência judaica. Após o julgamento voltou para Trancoso, onde viria a morrer, provavelmente, em 1556. As suas "Trovas", em parte por conta do interesse despertado entre os cristãos-novos mas sobretudo por conta de seu sucesso após Alcácer-Quibir (1580), foram incluídas no Catálogo de Livros Proibidos em 1581. Logo após ser notificado pelo Santo Ofício, Bandarra decidiu refugiar-se na pequena Aldeia Velha, antiga cabeça de concelho a sudoeste da vila de Trancoso, tendo aí na atualidade uma rua em sua homenagem.[carece de fontes?]
As Trovas circularam em diversas cópias manuscritas, apesar da interdição do Santo Ofício. Em 1603, D. João de Castro editou-as e comentou-as numa obra impressa em Paris e intitulada Paráfrase e Concordância de Algumas Profecias de Bandarra. As Trovas foram interpretadas como uma profecia ao regresso do Rei D. Sebastião após o seu desaparecimento na Batalha de Alcácer–Quibir em Agosto de 1578.[carece de fontes?]
Em 1642, Dom Álvaro Abranches, general da província da Beira, mandou fazer um epitáfio para Bandarra, na Igreja de São Pedro da Vila de Trancoso, com os seguintes dizeres: "Aqui jaz Gonçaliannes Bandarra natural desta Vila que profetizou a restauração deste reino, e que havia de ser no ano de seiscentos e quarenta por el Rei D João o quarto nosso senhor, que hoje reina, faleceu na era de mil e quinhentos e quarenta e cinco.
Em 1644, agora em Lion, aparece uma nova impressão, a primeira integral, patrocinada por D. Vasco Luís da Gama, conde da Vidigueira, e outros apoiantes de D. João IV na Restauração da Independência de Portugal e defendendo que o "Restaurador" seria o verdadeiro "Encoberto" profetizado nas Trovas.
Em 1665, foi novamente proibida pela Inquisição, que divulga um édito proibindo sua circulação. No século XVIII, novos corpos são adicionados às Trovas, supostamente descobertos em Trancoso. Acusando–as de serem maquinações dos jesuítas, em 1768, a Real Mesa Censória proíbe mais uma vez sua circulação, em decreto de que também interdita outra série de textos proféticos portugueses.[carece de fontes?]
Apesar das censuras, as Trovas continuaram circulando. Em 1802, surgiu uma segunda edição, na cidade francesa de Nantes, patrocinada pelo Marquês de Nisa, e, em 1809, motivada pelas invasões napoleónicas, saiu uma nova reimpressão. Na sequência dessa edição, que ficou conhecida como de Barcelona, ainda que impressa em Londres, várias outras saíram num ressurgimento do sebastianismo motivado pelas crises política e social existentes em Portugal da primeira metade do século XIX. Nesse período, saem novas impressões em 1810, 1815, 1822, 1823, 1852.

## Edições dasTrovas de Bandarra
- Paráfrase e Concordância, D. João de Castro, 1603
- Edição de 1809
- Edição de 1810
- Trovas Inéditas de Bandarra (1815)[6] [7]
- Verdade e complemento das profecias de Gonçalo Annes Bandarra [8]
- Compilação e comparação de todas as edições
- Trovas do Bandarra (eBook)
- Trovas Inéditas de Bandarra (eBook)